# Angelo Bonfiglio
Angelo Bonfiglio (Agrigento, 22 dicembre 1928 – Agrigento, 9 giugno 2000) è stato un politico italiano, ex presidente della Regione Siciliana.

## Biografia
Avvocato, figlio di Giulio Bonfiglio (che fu presidente dell'Assemblea regionale siciliana dal 1951 al 1955), nel 1952 è consigliere comunale di Agrigento.  Nel 1959, scomparso prematuramente il padre, si candida e viene eletto deputato all'Ars nella lista della DC, nel collegio di Agrigento. Rieletto nel 1963, è capogruppo della DC, e ancora nel 1967: da quell'anno fino al 1971 è assessore ai Lavori pubblici e poi all'Agricoltura.
Nel 1971 viene eletto presidente dell'Assemblea, ma si dimette nel 1974 perché eletto presidente della Regione. È il governo della solidarietà autonomistica, con l'apertura al PCI.
Guiderà due governi, dal 26 marzo 1974 al 20 marzo 1978. Nel 1978 diviene presidente della Cassa di risparmio per le Provincie siciliane fino al maggio 1983. Si dimette dall'ARS nel giugno 1979 per incompatibilità.
Nel 1983 diviene deputato alla Camera nella lista DC nel collegio Sicilia occidentale, ma nel 1987 non verrà rieletto.